# Ammoniumcyanat
Ammoniumcyanat, NH4OCN, ist eine chemische Verbindung und das Ammoniaksalz der Cyansäure.

## Geschichte
Durch die Reaktion von Ammoniumcyanat zu Harnstoff gelang es 1828 Friedrich Wöhler erstmals, eine Verbindung sowohl aus anorganischen Vorgängerverbindungen darzustellen als auch aus tierischen bzw. menschlichen Produkten (Urin) zu gewinnen und so die Kluft zwischen organischer und anorganischer Chemie zu überwinden.

## Gewinnung und Darstellung
Die Herstellung von Ammoniumcyanat erfolgt durch die Neutralisation von Ammoniak mit Cyansäure:
{\displaystyle \mathrm {NH_{3}+HOCN\longrightarrow NH_{4}OCN} }

## Eigenschaften
Ammoniumcyanat ist ein weißer Feststoff, der im tetragonalem Kristallsystem auskristallisiert. Es löst sich sehr gut in Wasser, teilweise in Ethanol und Chloroform und ist unlöslich in Benzol und Diethylether. Oberhalb von 60 °C wandelt sich Ammoniumcyanat in Harnstoff um. 
{\displaystyle \mathrm {NH_{4}OCN\ {\xrightarrow {60\ ^{\circ }C}}\ H_{2}NCONH_{2}} }